# Claudius Popelin
Pour les articles homonymes, voir Popelin.
Claudius Popelin, dit aussi Claudius Popelin-Ducarre, né le 2 novembre 1825 à Paris, où il est mort le 17 mai 1892, est un peintre, émailleur, poète et traducteur français.

## Biographie
Élève de François-Édouard Picot et d'Ary Scheffer, Claudius Marcel Popelin est un peintre d'histoire, de portraits et d'émaux tout en étant poète. Comme peintre, ses tableaux Dante lisant ses poésies à Giotto et Robert Étienne au milieu des savants qui l'aident dans ses travaux sont des scènes qui ressemblent à celles de son maître Scheffer. Mais ce qu'il préfére, c'est ses émaux, art qu'il divulgue dans ses ouvrages Les vieux arts du feu (Lemerre, 1869) et L'émail des peintres (A. Lévy, Paris, 1866). Enfin ses poèmes, publiés jusqu'alors séparément, sont réunis en 1889 dans Poésies complètes (Charpentier, Paris, 1889).
Le 15 avril 1858, il épouse Marie Thérèse Anquetil (1836-1869) dans le 8e arrondissement de Paris. De cette union naîtra un enfant unique, Gustave Popelin (1859-1937), artiste peintre, grand prix de Rome, et auquel son père dédie sa traduction du Songe de Poliphile et son recueil de poésies.
Claudius Popelin est en effet le premier à publier une traduction complète, annotée et commentée, du Songe de Poliphile, ou Hypnérotomachie, roman d'amour mystique de la Renaissance italienne, imprimé originellement en 1499 et qui n'avait eu jusqu'alors qu'une traduction abrégée en 1546. La version de Popelin est publiée en 1883 chez Isidore Liseux.
Il influence et fait travailler la lignée des émailleurs Soyer qui possédaient un atelier installé rue Saint-Sauveur à Paris.
Le bruit court qu'il avait épousé en secondes noces, en décembre 1873, la princesse Mathilde Bonaparte dont il était l'amant. Elle s'empresse de démentir et le congédie. Cependant, quand il meurt en mai 1892, Edmond de Goncourt — qui parle très souvent de Popelin dans son Journal : mémoires de la vie littéraire — note, lorsqu'il décrit la cérémonie au cimetière du Père-Lachaise : « Un enterrement que la Princesse, pour son amant, a voulu princier » ou encore : « la Princesse agenouillée sur la terre, la tête un peu appuyée à un petit arbre, prie pour le mort aimé, en un aveu bravement affiché de sa liaison. »

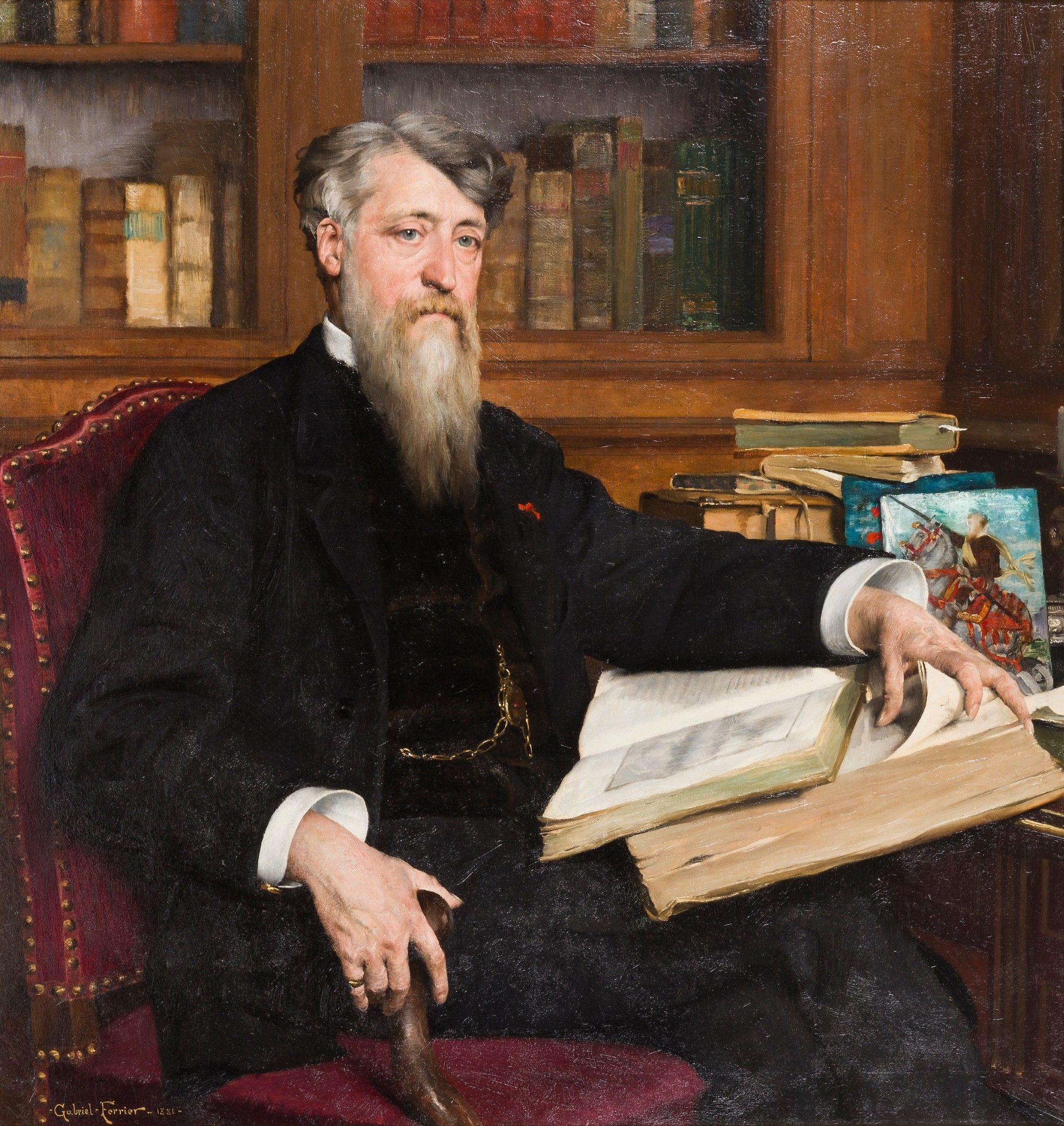
Gabriel Ferrier, Portrait de Claudius Popelin, 1881, Paris, musée des Arts décoratifs.
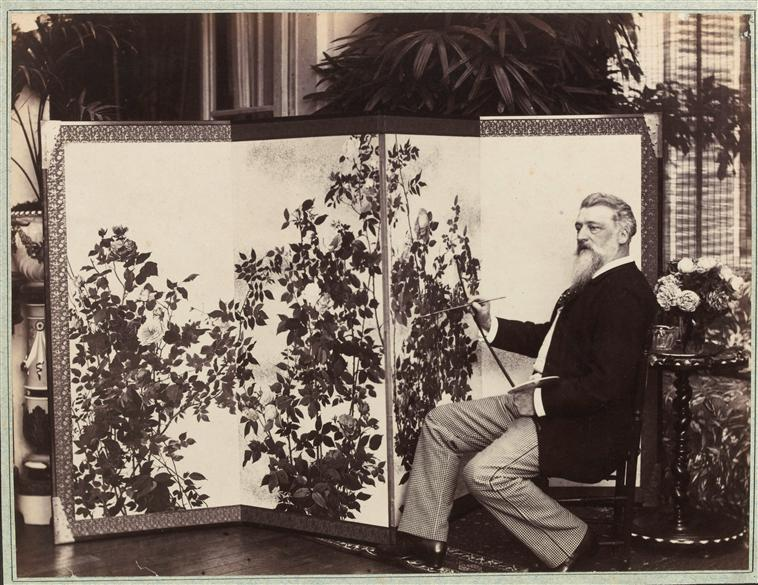
Gustave Popelin, Claudius Popelin-Ducarre, assis, en train de peindre, photographie, Paris, musée d'Orsay.

## Publications

### Ouvrages
- L'Émail des peintres, 1866.
- L'Art de l'émail, leçon faite à l'Union centrale des beaux-arts, le 6 mars 1868 ([PDF] en ligne).
- Les Vieux arts du feu, 1869.

### Poésie
- Sonnets et eaux-fortes, un poème et une gravure, 1869.
- Marque de la revue La Science illustrée, 187).
- Un cent de strophes à Pailleron, 1881 ([PDF] en ligne).
- Histoire d'avant-hier, poème, 1886.
- Un livre de sonnets, 1888 ([PDF] en ligne).
- Poésies complètes : Strophes et couplets. Hommes et fourmis. Histoire d'avant-hier. Un livre de sonnets, 1889 ([PDF] en ligne).

### Traductions
- Les Troys Libvres de l'art du potier, esquels se traicte non seulement de la practique, mais briefvement de tous les secretz de ceste chouse, du cav. Cyprian Piccolpassi, 1860 ([PDF] en ligne).
- De la Statue et de la Peinture, traités de Leon Battista Alberti, traduits du latin en français par Claudius Popelin, 1868 ([PDF] en ligne).
- Le Songe de Poliphile, ou Hypnérotomachie de frère Francesco Colonna, littéralement traduit pour la première fois, avec une introduction et des notes, par Claudius Popelin, 2 vol., 1883, prix Langlois de l’Académie française en 1884.

Œuvres de Claudius Popelin
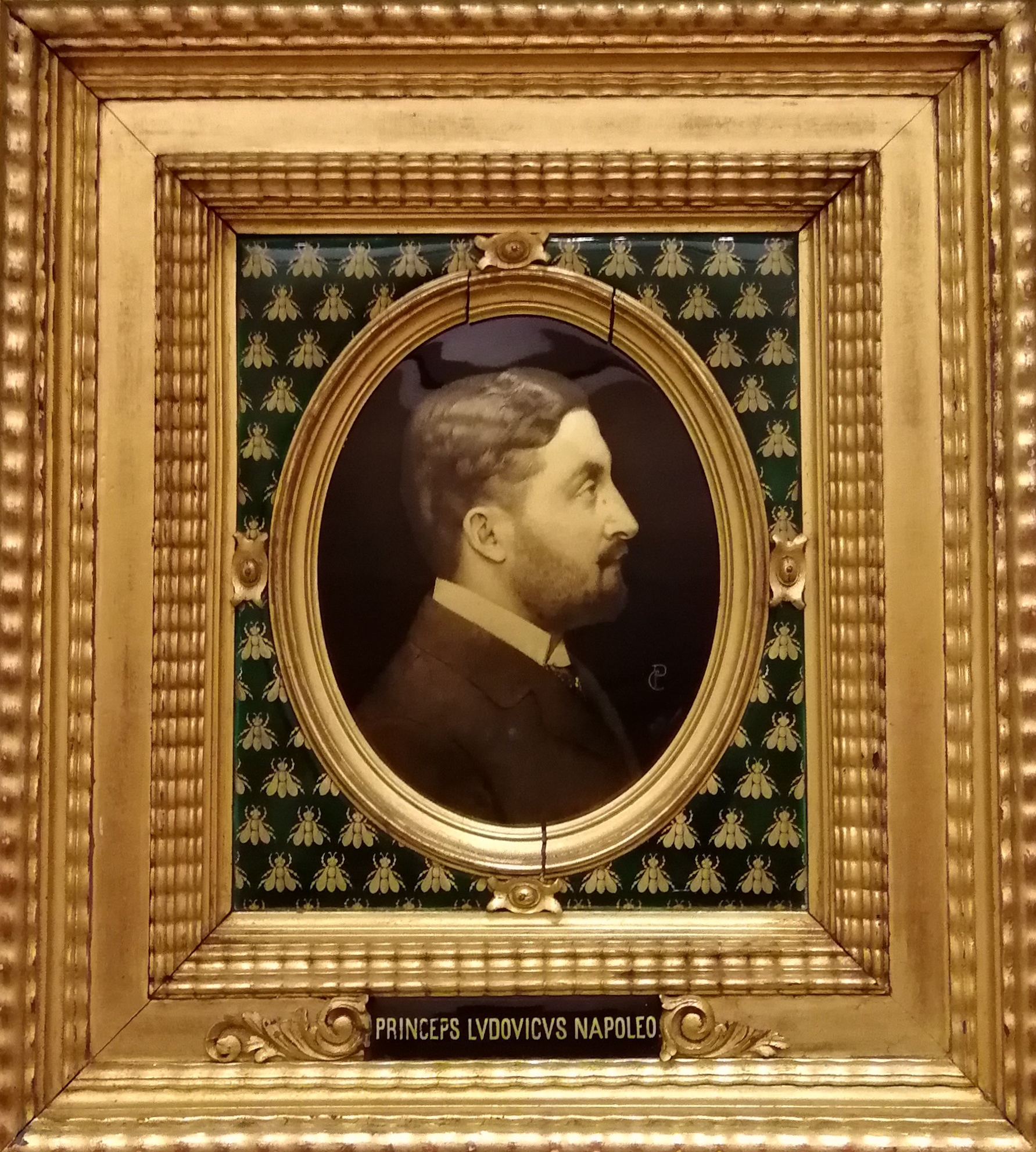
Portrait du prince Louis Bonaparte (1890), émail peint en camaïeu d'or sur cuivre, Paris, musée d'Orsay.
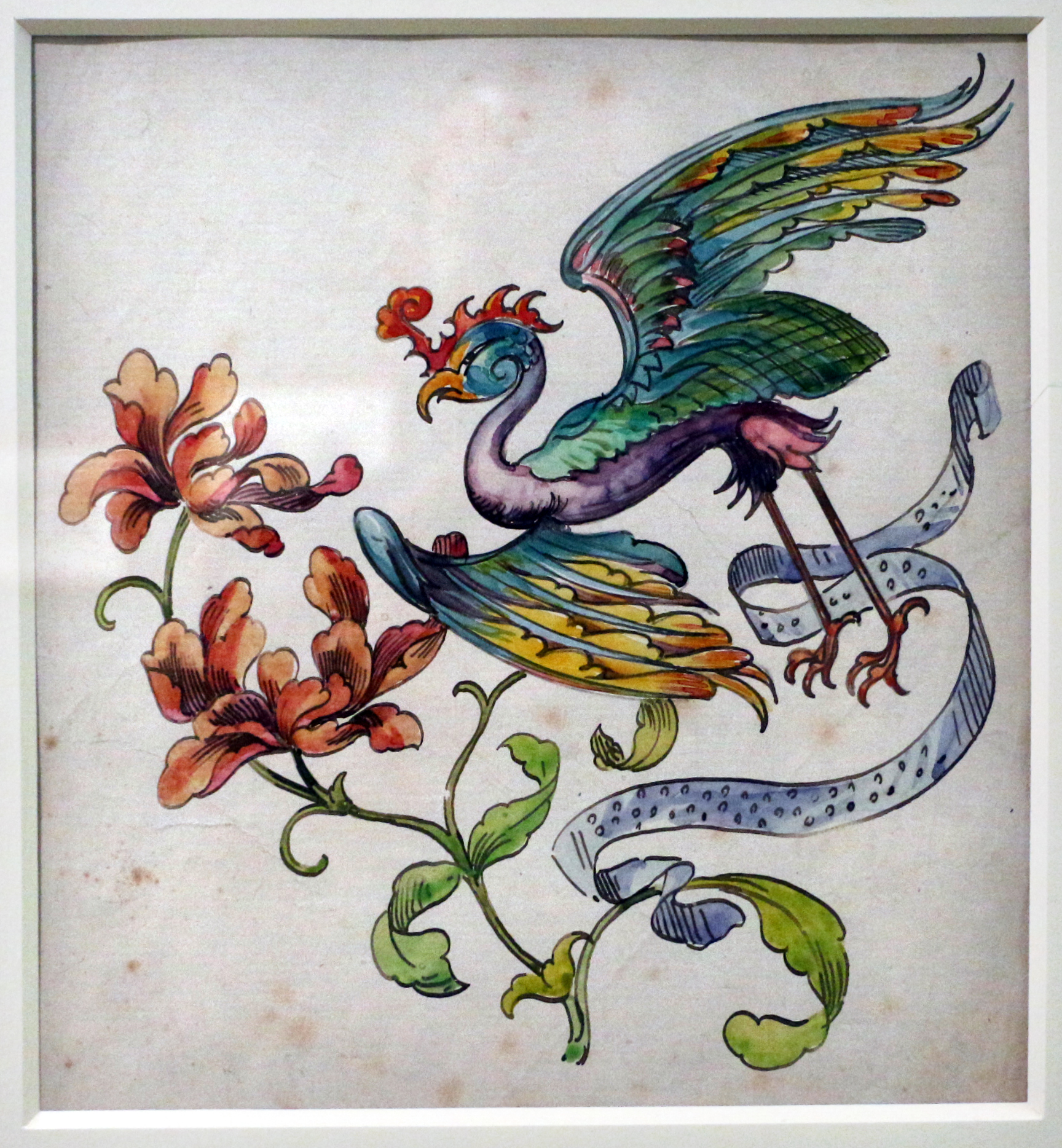
Étude de guirlande fleurie et d'oiseau fantastique, papier à lettre à l'en-tête d'une couronne de baron ? (entre 1870 et 1880), aquarelle, Paris, musée d'Orsay.

## Distinctions
- Chevalier de la Légion d'honneur[6].